# Francesco Cellini
Francesco Cellini (Roma, 18 aprile 1944) è un architetto italiano.

## Biografia
Figlio di Pico Cellini, restauratore e scopritore di falsi, e di Antonia Nava, storica dell'arte, si laurea in architettura a Roma nel 1969. Durante il periodo universitario ha modo di conoscere Alessandro Anselmi, Manfredo Tafuri, Carlo Aymonino.
Da sempre vicino all'ambiente accademico romano, su incitazione di Ludovico Quaroni, ha svolto per la Facoltà di Architettura di Roma attività didattica e di ricerca dal 1972 al 1986 presso le Cattedre di Composizione tenute dagli stessi Ludovico Quaroni e Carlo Aymonino.
Nel 1987 è professore straordinario di Composizione Architettonica presso l'Università degli Studi di Palermo. Attualmente è docente presso l'Università degli Studi Roma Tre dove è stato Preside della Facoltà di Architettura dal 1997 al 2016.
Dal 1977 al 1981 è stato redattore della rivista Controspazio, mentre dal 1980 al 1982 ha collaborato come allestitore e come curatore con il settore di architettura della Biennale di Venezia, e dal 1982 al 1985 con i settori arti visive e cinema. Attualmente fa parte del comitato di redazione della rivista Casabella.
È membro dell'Accademia nazionale di San Luca dal 1993.
Ha ricevuto nel 1996 il Premio Presidente della Repubblica per l'Architettura.
Autore di numerosi progetti (condivisi prevalentemente con Nicoletta Cosentino) intesi come momento di sintesi di tematiche diverse (storia, figuratività, impiantistica, struttura, etc.) "nella convinzione che la forma debba rappresentare il principale strumento di risoluzione della conflittualità tra le diverse variabili del progetto", è tuttavia da sempre stato più vicino, come molti suoi coetanei romani, all'architettura disegnata.

Scrive Umberto Cao in occasione della mostra dedicata a Cellini al Macro di Roma nel 2016: 